# Iasînuvatka, Onufriivka
Iasînuvatka (în ucraineană Ясинуватка) este un sat în comuna Kuțevolivka din raionul Onufriivka, regiunea Kirovohrad, Ucraina.

## Demografie
Componența lingvistică a localității Iasînuvatka
     Ucraineană (98,11%)
     Rusă (1,89%)
Conform recensământului din 2001, majoritatea populației localității Iasînuvatka era vorbitoare de ucraineană (98,11%), existând în minoritate și vorbitori de rusă (1,89%).